# Pilton (Devon)
Pilton – dzielnica miasta Barnstaple, w Anglii, w Devon, w dystrykcie North Devon. W 2011 roku dzielnica liczyła 4452 mieszkańców. Pilton jest wspomniane w Domesday Book (1086) jako Wiltone/Pi(lto)na.